# Sophie Boursat
Sophie Boursat est une plasticienne, peintre, photographe, graveuse, installatrice, écrivaine et commissaire d'expositions française née à Paris le 22 février 1959.

## Biographie

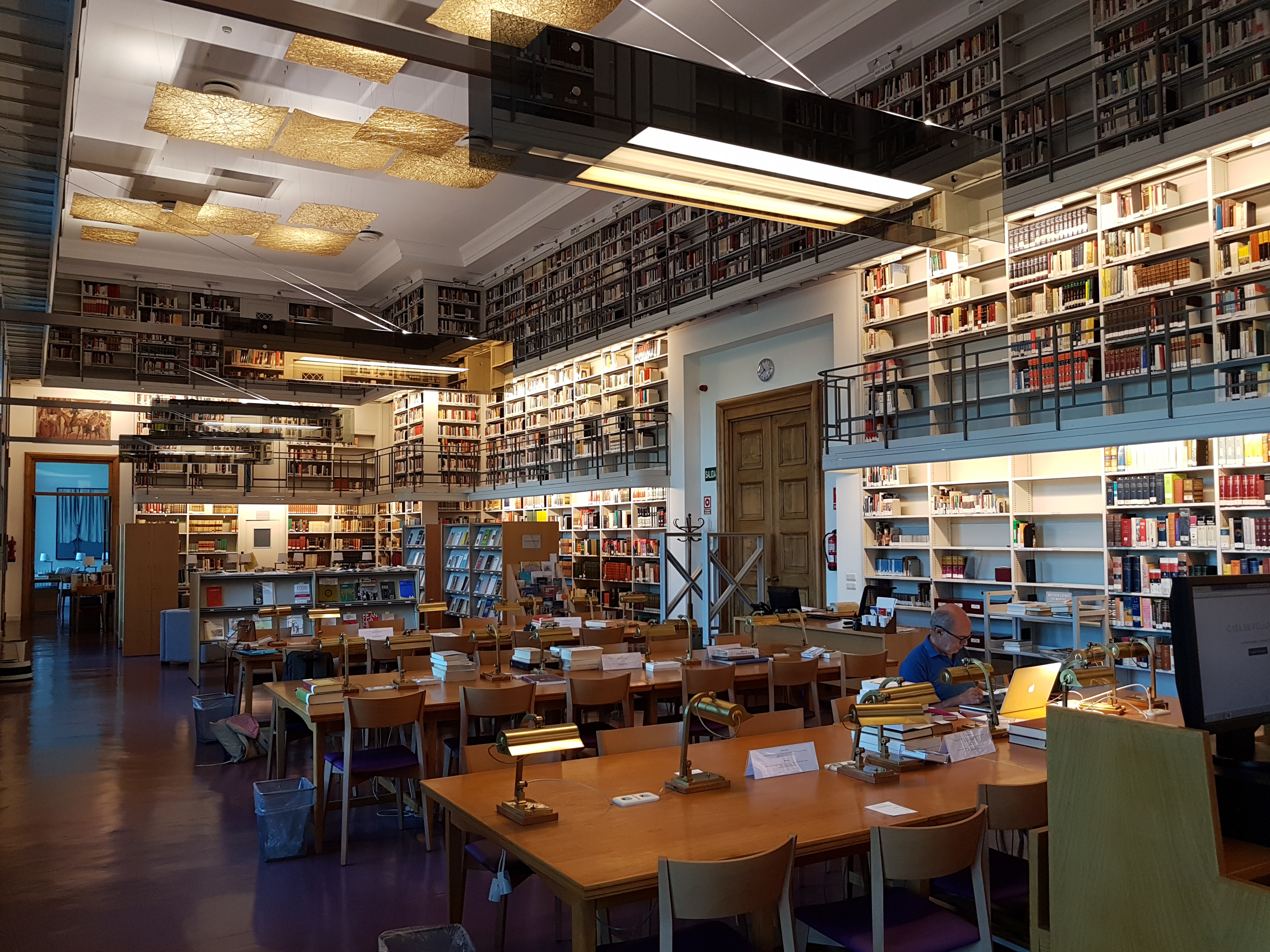
La Casa de Velázquez à Madrid.

Sophie Boursat naît le 22 février 1959, « juive d'origine tunisienne par sa mère, auvergnate et russe par son père, séfarade et ashkénaze ». Elle suit une formation de gravure.
Après avoir, grâce à une bourse de la Ville de Paris, été pensionnaire de la Casa de Velázquez à Madrid de 1990 à 1991 (61e promotion), elle obtient plusieurs bourses de l'Institut des hautes études de Paris, du ministère de la Culture et du ministère des Affaires étrangères, dont une Villa Médicis hors les murs à Gaza (Palestine).
Experte auprès du prix Pictet, spécialisée dans la photographie japonaise, on lui doit les premières présentations en Europe — notamment aux Rencontres de la photographie d'Arles en juillet 2010 — de Photographer Hal, Koji Onaka et Atsushi Fujiwara (en). Elle est collaboratrice de la revue d'art contemporain Particules entre 2003 et 2010.

## Publications

### Livres
- L'eau et l'huile, Paris, Éditions Sabine Wespieser, 2003  (ISBN 2-84805-013-6).
- Trente-quatre centimes, la minute, Paris, Édition du Canoë, 24 août 2021  (ISBN 978-2-490251-49-0).

### Livres-objets
- Sophie Boursat et Jacqueline Cahen, Impressions graphiques avec illusions d'optique, 1973.
- Jérôme Bindé (poème) et Sophie Boursat (six reproductions hors texte et double page de photos), Instabilités, plaquette agrafée sous couverture illustrée, Artum Art Mania, 1986.
- Contemporary Archaeology Pandora - Part II, boîte 35x25x14,5 cm, 160 exemplaires numérotés, couvercle de Ben, contributions de Sophie Boursat, René Daniëls (en), Klaas Gubbels, Sol LeWitt, Maarten van der Ploeg (nl), Steef Roothaan, Reiner Ruthenbeck, Günther Tuzina, Robin Winters (en), Publishing House Bébert, Amsterdam, 1987[5].

### Articles de presse
- « Peinture et septième art - "Le cinéma, c'est ouvrir une porte, et quand tu la refermes cela fait un film" - Entretien avec Sarkis », Cinémaction, no 52 : « Le cinéma selon Godard », Éditions Charles Corlet/Télérama, juillet 1989.
- « Carlos Kusnir, au-dessous du niveau », Particules, no 7, décembre 2004.
- « Parcours par preuves d'existence », Particules, no 14, avril-mai 2006.
- « Valérie Belin », Rendez-vous. Au cœur de l'art, exactement, no 2, novembre 2015.

## Expositions

### Expositions personnelles
- L'Hélium, Paris, 1982[6].

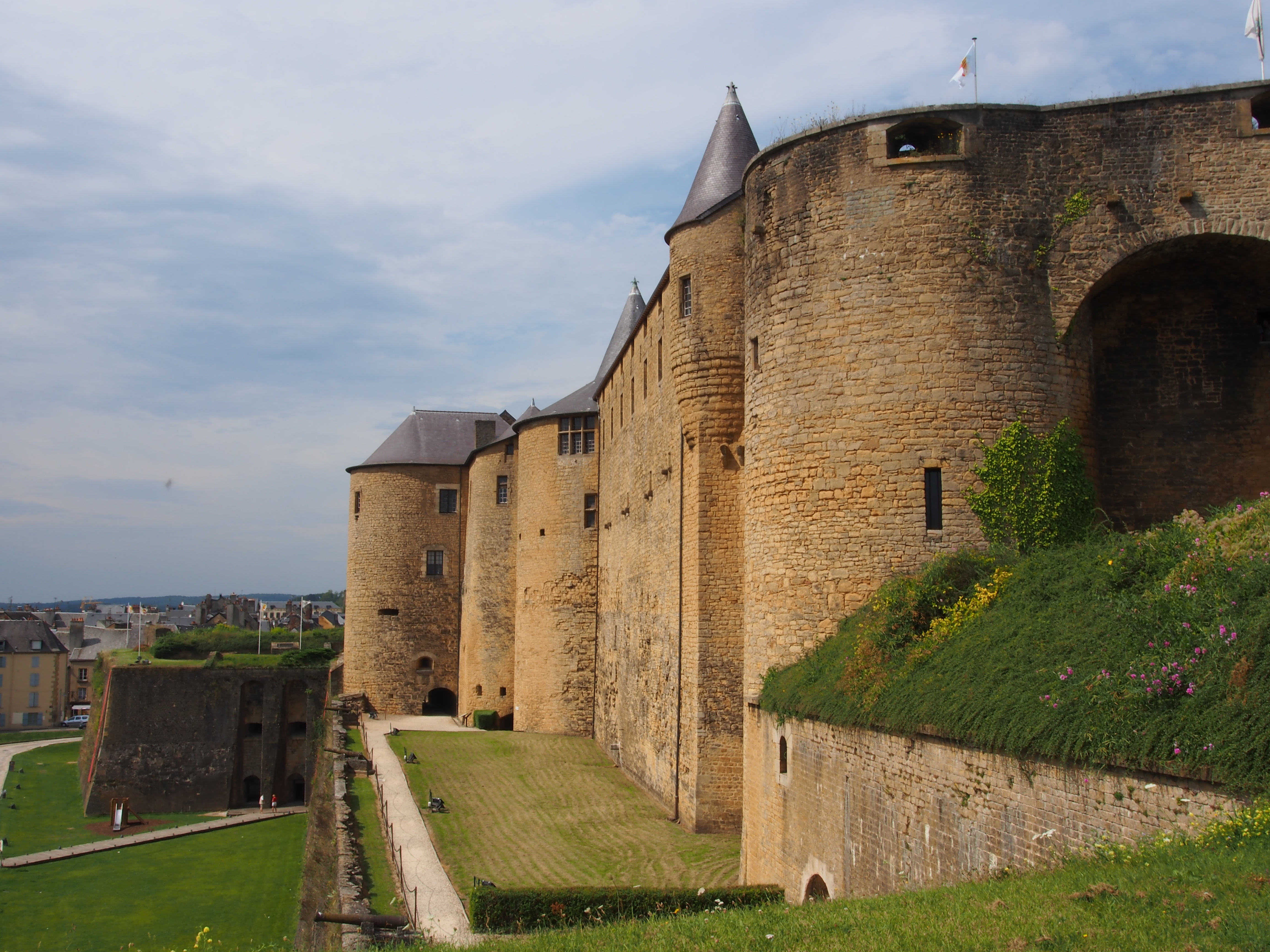
Château de Sedan

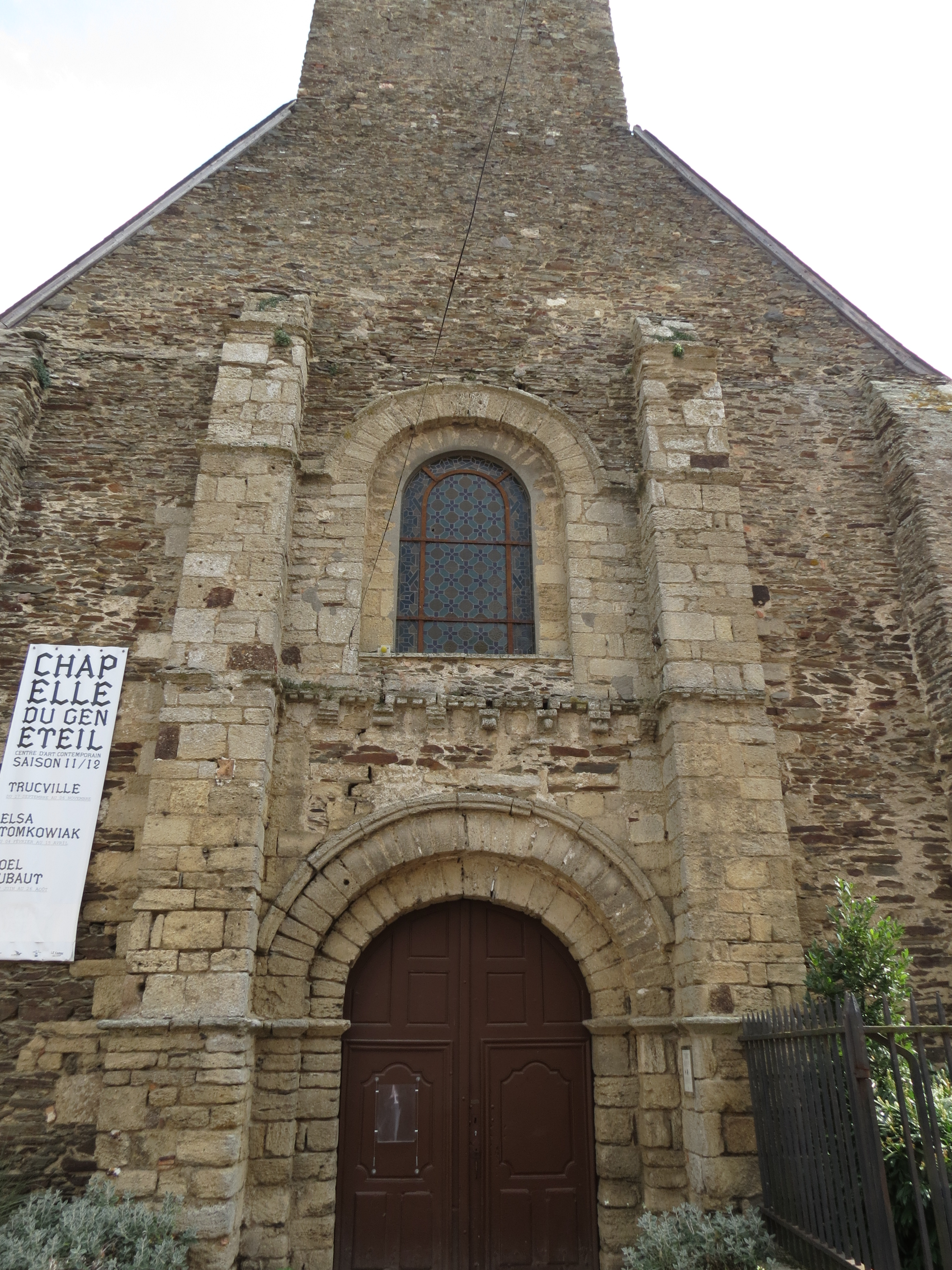
Chapelle du Genêteil, Château-Gontier

- Musée d'art contemporain, Dunkerque, octobre-décembre 1987.
- Sophie Boursat. Le photographe et son modèle, Centre VU, Québec, novembre 1988[7].
- Centre régional d'art contemporain Midi-Pyrénées, Labège, avril-juin 1991.
- Sophie Boursat. Isis pharmacienne, église de l'Assomption-de-la-Vierge de Rosnay-l'Hôpital, 1992.
- Sophie Boursat. Isis pharmacienne, château de Sedan, 1992.
- Musée municipal de La Roche-sur-Yon, octobre-décembre 1995.
- Le Monde de l'art, Paris, de novembre 1995 à janvier 1996[6].
- Sophie Boursat. Isis pharmacienne, Centre d'art contemporain Le Carré, chapelle du Genêteil, Château-Gontier, 1997.

### Expositions collectives

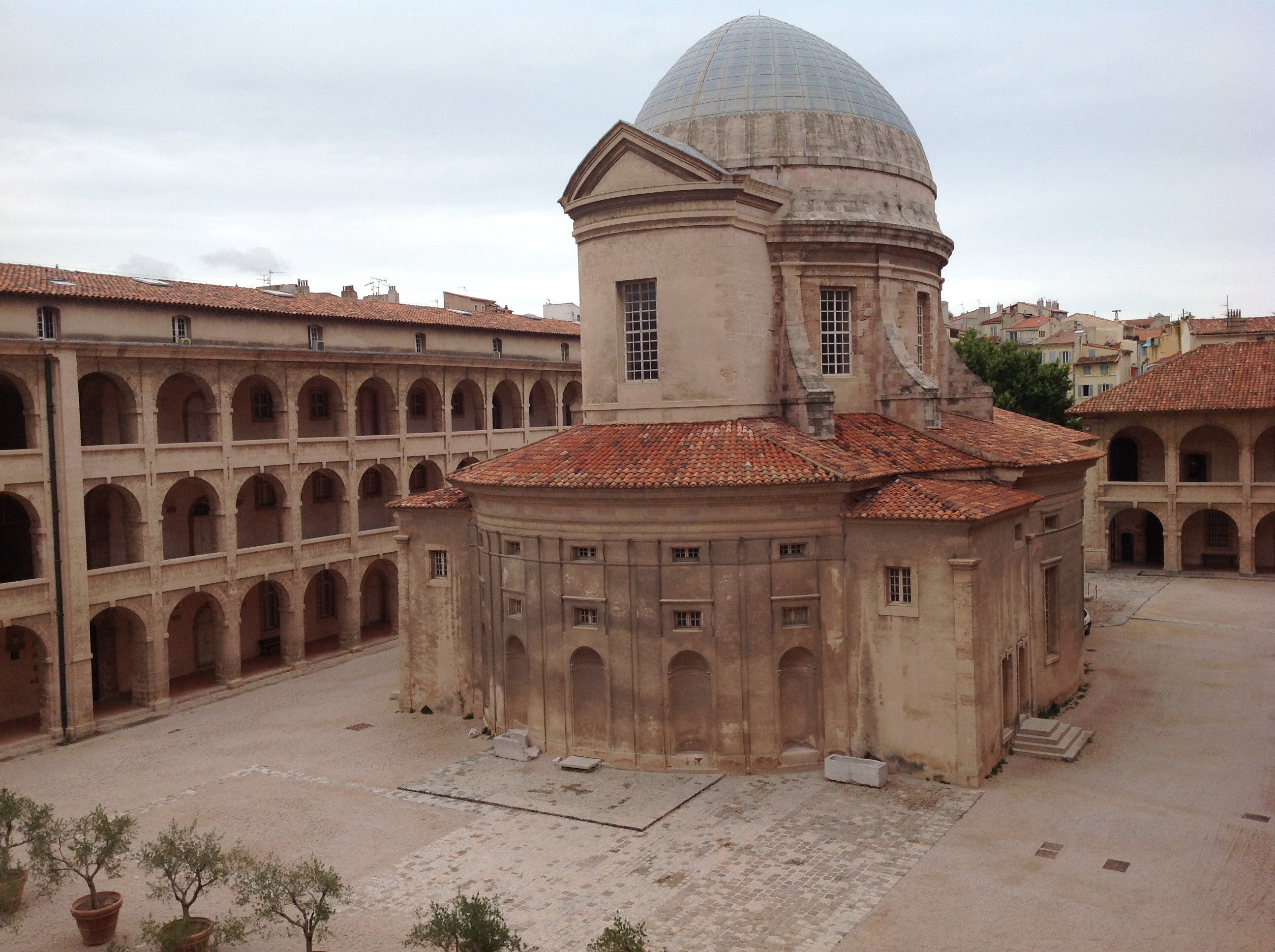
La Vieille Charité, Marseille

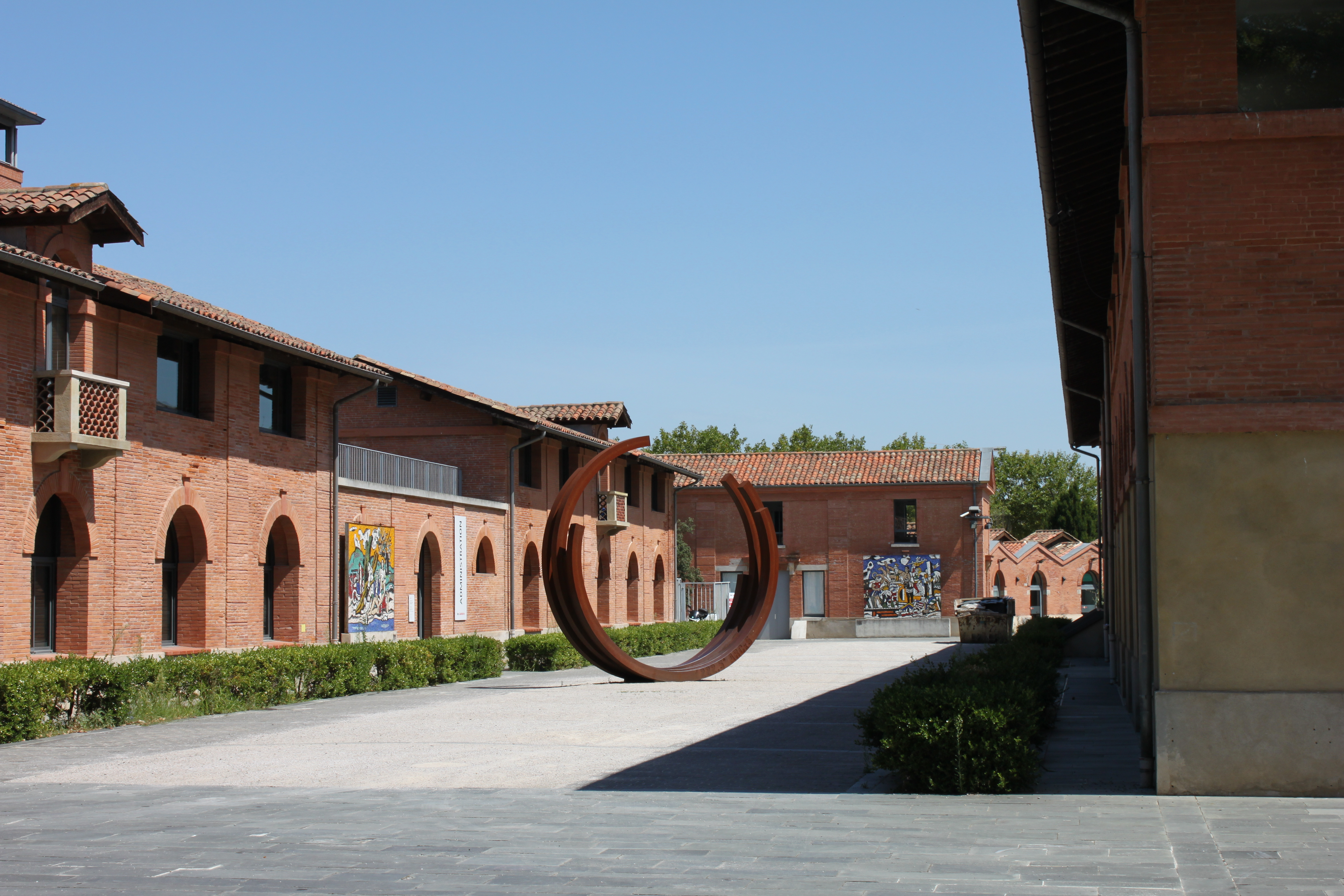
Les Abattoirs, Toulouse

- Centre Georges-Pompidou, Paris, 1982[8].
- Espace Cardin, Paris, 1984[8].
- Pavillon des arts, Halles de Paris, 1985[8].
- Pareil, pas pareil. Parcours autour de l'empreinte, galerie sud, centre Georges-Pompidou, Paris, février-juin 1997, performance de Sophie Boursat, Guignol chez les ardoises, au cours du vernissage le 18 février 1997.
- Fait sur mesure, centre de la Vieille Charité, Marseille, mai-juillet 1998.
- Affinités, musée des Beaux-Arts Denys-Puech, Rodez, juin-octobre 2002[9].
- Art Protects, exposition au profit de la lutte contre le sida, galerie Yvon Lambert, Paris, septembre 2009.
- Bernard Pagès - Sophie Boursat, espace culturel Art Lounge, aéroport de Toulouse-Blagnac, janvier 2012[10].
- Aleppo 12th International Photography Festival, Alep, 2015[11].
- Regard sur la collection de photographies contemporaines du musée de La Roche-sur-Yon, L'Atelier, Nantes, octobre-novembre 2015.
- Un voyage dans la photographie contemporaine : la collection du musée de La Roche-sur-Yon - Joseph Beuys, Christian Boltanski, Sophie Boursat, Hamish Fulton, Rodney Graham, Fariba Hajamadi (en), Axel Hütte, Joachim Mogarra, Catherine Poncin, Philippe Ramette, Patrick Raynaud, Cindy Sherman, Sylvie Tubiana, Andy Warhol, Boyd Webb (en), L'Imagerie, Lannion, janvier-mars 2016[12].
- Galerie Arnaud Deschin, Paris, décembre 2017 - janvier 2018[13].
- Rikiki 2 - micro-maxi show, galerie Satellite, Paris, 2018.
- Terre néolithique, galerie Le Majorat, Villeneuve-Tolosane, de décembre 2018 à février 2019[14],[15].
- "Not I", Alone - Sophie Boursat, Dado, Equipo Crónica, Françoise Quardon, François Rouan, Georges Rousse, Bernar Venet…, Les Abattoirs, Toulouse, septembre-octobre 2020[16].

### Commissariat d'expositions
- Karen Paulina Biswell. Elles, galerie Valenzuela Klenner, Bogota, mai 2018, exposition suivie d'un entretien entre Sophie Boursat et Karen Paulina Biswell, Maison de l'Amérique latine, Paris, janvier 2019[17].

## Réception critique
- « Elle produit des grands signes abstraits obtenus en photographie par le procédé de sensibilisation directe du support émulsionné, le rayogramme imaginé par Man Ray. Elle a également réalisé des cycles d'œuvres sculptées qui ont pour thème la langue ou les fleurs, dans ce dernier cas des photographies étant collées à la surface de parpaings en ciment. » - Dictionnaire Bénézit[8]

## Conservation

### Collections publiques
- La Roche-sur-Yon, musée municipal :
  - Isis pharmacienne. Autoportrait, musée gréco-égyptien d'Alexandrie, 1993, photographie, 30 × 30 cm[18].
  - Langues, 1993, photographie, Alexandrie[19].
  - Langue cézannienne, 1994, photographie 134 × 96 cm[20].
  - Série (3), 1994, suite de trois photographie couleur, 20 × 30 cm chacune[21].
- Marseille, Fonds communal d'art contemporain, Figure aristotélicienne, archers, images, deux installations en tôle émaillée et une photographie, 1998[22]-.
- Puteaux, Centre national des arts plastiques[23] :
  - Erotik 84 avec Hermann, pastel sec, huile et acrylique sur quatre lés de papier vélin d'Arches assemblés, 212 × 150 cm.
  - Seconds grands moments : "Pas encore" ; "Déjà plus" ; "N'importe où" ; "Nulle part", 1989, quatre rayogrammes sur papier contrecollé sur aluminium, 102 × 202 cm chacun.
- Toulouse, Les Abattoirs[23] :
  - Oh ! My god !, 1991, installation, 145 × 245 × 245 cm.
  - Il est arrivé quelque chose, 1991, pastel sur tableau noir, 100 × 150 cm.

### Collections privées référencées
- Paris, Fondation Cartier pour l'art contemporain[8]